# Capcană neobișnuită
Capcană neobișnuită (în arabă المصيدة, transliterat: Almasyada, în traducere „Capcană”) este un film sirian din 1980, produs de Organizația Generală a Cinematografiei din Damasc și regizat de Wadie Youssef.

## Rezumat
O fată frumoasă și săracă pe nume Ferial caută un loc de muncă potrivit care să-i permită să se întrețină și să o ajute pe mama ei bolnavă pentru ca mica ei familie să trăiască în siguranță. Ea este angajată în cele din urmă ca asistentă la cabinetul medical al doctorului Fayez. Medicul îi creează tinerei iluzia că o iubește, dar îi înșală sentimentele și speranțele atunci când o convinge să devină secretara unui om de afaceri bătrân și bogat pe nume Khaled pentru ca acesta din urmă să-i ajute pe Fayez și pe prietenul lui, antreprenorul de construcții Ihsan, să realizeze o afacere foarte profitabilă.
Ferial, care duce acum o viață confortabilă și fără griji, are ocazia să cunoască, prin intermediul lui Khaled, lumea veroasă și lipsită de scrupule a marilor afaceriști, dar, cu toate acestea, nu se rupe de mediul social modest din care provenea. Khaled și partenerii săi de afaceri plănuiesc să demoleze cartierul vechi al Damascului, în care a crescut Ferial și unde încă mai locuiește mama ei. Legată încă sufletește de oamenii simpli și săraci, alături de care a copilărit, Ferial hotărăște să divulge planurile imorale ale afaceriștilor. Ea părăsește reședința luxoasă a lui Khaled și se întoarce la tânărul care o iubea cu adevărat. Bogătașii nu vor însă ca planurile lor să fie ruinate și iau măsuri ca să o oprească pe Ferial.

## Distribuție
- Osama Khalki — dr. Fayez
- Samar Sami — Ferial
- Abdel Hadi Al-Sabbagh — Samir
- Ahmed Ayoub
- Saad El Din Bakdounis — Khaled

## Producție
Scenariul filmului a fost scris de Aly Oqlah Arsaan și Hussein Youssef. Filmul a fost produs de Organizația Generală a Cinematografiei din Damasc și a fost regizat de Wadie Youssef.
Director de imagine a fost Hassan Izz al-Din, iar montajul a fost realizat de Ghazi Manafikhi.